# Ułus kobiajski
Ułus kobiajski (ros. Кобяйский улус, jakuc. Кэбээйи улууhа) – ułus (jednostka podziału administracyjnego w rosyjskiej Jakucji, odpowiadająca rejonowi w innych częściach Rosji) w środkowej części położonej na Syberii autonomicznej rosyjskiej republiki Jakucji.
Ułus ma powierzchnię ok. 107,8 tys. km²; na jego obszarze żyje ok. 19 tys. osób, zamieszkujących w 31 osadach. Gęstość zaludnienia w ułusie wynosi 0,18 os./km². W 1989 r. 44% populacji stanowili Jakuci, 40,8% – Rosjanie, a 3,3% – Eweni.
Ośrodkiem administracyjnym ułusu jest osiedle typu miejskiego – Sangar, liczące w 2005 r. ok. 4,5 tys. mieszkańców, które szybko się wyludnia (w 1989 r. zamieszkiwało w nim 10,1 tys. osób).